# Joaquín del Olmo
Joaquín del Olmo Blanco (ur. 20 kwietnia 1969 w Tampico) – meksykański piłkarz grający na pozycji pomocnika. Uczestnik Mundialu 1994 w USA. Obecnie trener.